# اقتصاد كندا
الاقتصاد الكندي هو اقتصاد مختلط متقدم إلى حد كبير. يحلّ الاقتصاد الكندي عالميًا في المرتبة الـ9 ضمن قائمة أكبر الاقتصادات حسب الناتج المحلي الإجمالي الاسمي، وفي المرتبة الـ15 من قائمة أكبر اقتصادات الدول حسب الناتج المحلي الإجمالي على أساس تعادل القوة الشرائية. تهيمن صناعة الخدمات على الاقتصاد الكندي، حاله حال الدول المتقدمة الأخرى، ويوظف هذا القطاع نحو ثلاثة أرباع الكنديين. تتبوأ كندا المرتبة الثالثة عالميًا من ناحية القيمة التقديرية الكلية للموارد الطبيعية، والتي قُدّرت بنحو 33.2 تريليون دولار أمريكي في عام 2019. تمتلك كندا ثالث أكبر احتياطي نفطي مؤكد، وتُعدّ رابع أكبر مصدّر للنفط في العالم، ورابع أكبر مصدّر للغاز الطبيعي. تُعد كندا «قوة عظمى في مجال الطاقة» بسبب توفر الموارد الطبيعية بكثرة، وتعداد السكان المنخفض نسبيًا موازنة بمساحة أراضيها، والبالغ 38 مليون نسمة.
تُعد كندا من الدول الأقل فسادًا وفق مؤشر مدركات الفساد، وفي قائمة الدول العشر ذات الاقتصاد الموجه للتصدير بالاعتماد على اقتصادها ذي المستوى المرتفع من العولمة. صنّفت مؤسسة هيريتيج اقتصاد كندا، تاريخيًا، في مرتبة أعلى من الولايات المتحدة ومعظم الدول الغربية وفق مؤشر الحرية الاقتصادية، في حين يشهد الاقتصاد الكندي مستويات منخفضة نسبيًا من التفاوت الاقتصادي. يبلغ متوسط دخل الفرد القابل للتصرف في كندا مستوىً أعلى بكثير من متوسط الدخل الذي حددته منظمة التعاون الاقتصادي والتنمية. تُعد بورصة تورنتو الثامنة عالميًا بين أسواق الأوراق المالية من ناحية القيمة السوقية، وأُدرجت فيها أكثر من 1500 شركة، تزيد قيمتها السوقية مجتمعة عن 3 تريليون دولار أمريكي.
في عام 2018، وصل مقدار التجارة في البضائع والخدمات الكندية إلى 1.5 تريليون دولار كندي. بلغت القيمة الإجمالية للصادرات الكندية ما يزيد عن 585 مليار دولار كندي، بينما تجاوزت قيمة البضائع المستوردة 607 مليار دولار كندي، فبلغت قيمة البضائع القادمة من الولايات المتحدة وحدها نحو 391 مليار دولار كندي، مقابل 216 مليار دولار كندي من مصادر أخرى غير الولايات المتحدة. في عام 2018 أيضًا، بلغ عجز الميزان التجاري للبضائع 22 مليار دولار كندي، في حين كان عجز الميزان التجاري للخدمات 25 مليار دولار كندي.
يختلف اقتصاد كندا عن اقتصادات باقي الدول المتقدمة من ناحية اعتماده على القطاع الأولي، والأهمية الكبيرة التي يحتلّها القطاع الأولي في الاقتصاد، فتعدّ الطاقة وقطع الأشجار (استغلال الغابات) أبرز الصناعات في الاقتصاد الكندي. تمتلك كندا قطاع تصنيعٍ بارز أيضًا يتركّز نشاطه في كندا الوسطى، وتبرز فيه أهمية صناعة السيارات والطائرات خصوصًا. تمتلك كندا أكبر شريط ساحلي في العالم، فاحتلت البلاد المرتبة الثامنة عالميًا في قائمة أكبر صناعات الصيد والمأكولات البحرية. تعد كندا من الدول الرائدة عالميًا في صناعة البرمجيات، وهي عضوٌ في عدة منظمات: منتدى التعاون الاقتصادي لدول آسيا والمحيط الهادئ، ومجموعة الدول الصناعية السبع، ومجموعة العشرين، ومنظمة التعاون الاقتصادي والتنمية، ومنظمة التجارة العالمية، وكانت عضوًا سابقًا في اتفاقية نافتا التجارية قبل أن تحلّ الاتفاقية بين الولايات المتحدة والمكسيك وكندا محلّها عام 2020. تُعرف الاتفاقية السابقة في كندا رسميًا بالاتفاقية بين كندا والولايات المتحدة والمكسيك، واختصارها بالإنجليزية CUSMA، مقابل اختصار ACEUM بالفرنسية.

## نظرة عامة
تمتلك كندا أكبر نظام برلماني في أمريكا الشمالية، باستثناء بعض دول الجزر في منطقة الكاريبي. لهذا السبب، طوّرت كندا مؤسساتها الاجتماعية والسياسية على نحو خاص، ومميز عن تلك الموجودة في معظم دول العالم. الاقتصاد الكندي متكامل بشدة مع الاقتصاد الأمريكي، لكن المؤسسات الاقتصادية الكندية تطورت على نحو استثنائي وفريد.
يجمع النظام الاقتصادي الكندي عناصرًا من القطاعين الخاص والمملوك للدولة. اعتمد الاقتصاد الكندي، بعد انتهاء الحرب العالمية الثانية عام 1945، على عدة جوانب من نظام المؤسسات المملوكة للدولة، أبرزها تنمية نظام رعاية اجتماعية شامل لاستدراك حالة عدم المساواة الاجتماعية والاقتصادية.
تشغل الأراضي التابعة للتاج الملكي نحو 89% من مساحة كندا. تمتاز كندا بالمستويات العالية من الحرية الاقتصادية على الصعيد العالمي. يشابه اقتصاد كندا نظيره في الولايات المتحدة، من ناحية النظام الاقتصادي الموجه للسوق وأنماط الإنتاج. أدُرجت 56 شركة كندية ضمن قائمة فوربس غلوبال 2000 منذ عام 2019، وجاءت كندا في المرتبة التاسعة من القائمة، بعد كوريا الجنوبية وقبل المملكة العربية السعودية.
تؤلف التجارة الدولية جزءًا ضخمًا من الاقتصاد الكندي، خصوصًا في مجال الموارد الطبيعية. في عام 2009، ألّفت الزراعة والطاقة والأحراج والتعدين نحو 58% من الصادرات الكلية للبلاد، في حين كوّنت الآلات والمعدات الصناعية ومنتجات السيارات والمركبات نحو 38% من الصادرات. ألّفت الواردات 30% من الناتج المحلي الإجمالي في عام 2019. تعد الولايات المتحدة الشريك التجاري الأكبر لكندا، بنسبة صادرات وصلت إلى نحو 73%، مقابل 63% من الواردات الكندية، في عام 2009. صُنّفت كندا في المرتبة الثامنة عالميًا عام 2006 من ناحية مجموع الصادرات والواردات.
يعمل نحو 4% من الكنديين في مجالات قطاع الموارد الأولية، ويساهمون بنسبة 6.2% من الناتج المحلي الإجمالي. لا تزال الموارد الأولية ذات شأن كبير في معظم مناطق البلاد، فنشأت أغلب البلدات، خصوصًا في شمال كندا حيث تصعب عملية الزراعة، جراء وجود منجم قريب أو مصدر للخشب. تعد كندا من الدول الرائدة عالميًا في إنتاج العديد من الموارد الطبيعية، كالذهب والنيكل واليورانيوم والألماس والرصاص، علاوة على النفط الخام في السنوات الماضية، والذي تزايدت أهميته من بين الموارد الطبيعية المستخرجة في البلاد نتيجة امتلاك كندا ثاني أكبر احتياطي نفطي في العالم. تقوم عدة شركات كندية كبرى على صناعات الموارد الطبيعية، أبرزها إنكانا وكاميكو وغولد كورب وباريك للذهب. تُصدّر الأغلبية العظمى من تلك المنتجات، وتذهب تلك الصادرات إلى الولايات المتحدة بصورة رئيسية. يرتبط الكثير من الصناعات الثانوية والخدمية مباشرة بالصناعات الأولية. فعلى سبيل المثال، تُعد صناعة اللب والورق إحدى أضخم الصناعات التحويلية في البلاد، وهي مرتبطة مباشرة بتجارة الأخشاب.
للاعتماد على الموارد الطبيعية تأثيرات عديدة على الاقتصاد والمجتمع الكندي. يسهل وضع معايير الصناعات التحويلية والخدمية، لكن الموارد الطبيعية تتباين بشدة حسب المناطق، وهذا ما يؤدي إلى اختلاف هيكلة الاقتصاد الناشئ في كلّ منطقة من مناطق البلاد، ما يساهم في تعزيز النموذج الإقليمي أو الجهوي لاقتصاد كندا. في الآن ذاته، يجري تصدير الأغلبية العظمى من تلك الموارد، ما يجعل كندا على اتصال وثيق بالاقتصاد العالمي. يدعي الباحثان هاولت وراميش أن عدم الاستقرار الملازم لتلك الصناعات يتيح المجال أمام مزيدٍ من التدخل الحكومي في الاقتصاد، بهدف تقليص التأثير الاجتماعي الذي تحدثه تقلبات الأسواق.
تطرح الصناعات القائمة على الموارد الطبيعية قضايا مهمة حول الاستدامة. كانت كندا في طليعة المنتجين على مرّ عقود من الزمن، لكن هذا الاستنزاف للموارد يمثّل خطرًا، ولو صغيرًا. لا تزال الاكتشافات الكبرى قيد الإجراء، كاكتشاف مخزون ضخم من النيكل في خليج فويزي. علاوة على ذلك، لا يزال القسم الواقع في أقصى شمال البلاد غير مستثمرًا، والسبب هو انتظار المنتجين ارتفاعَ الأسعار أو التوصل إلى تقنيات جديدة، لأن العمليات في هذه المنطقة مكلفة ماديًا وغير مجدية اقتصاديًا. في العقود الأخيرة، تضاءلت رغبة الكنديين بقبول تخريب البيئة المرافق لاستغلال الموارد الطبيعية. كبحت عوامل أخرى هذا التوسع، من بينها الأجور المرتفعة ومطالب السكان الأصليين بحقوقهم في امتلاك الأراضي. وبدلًا من الاستثمار في كندا، تركز عدة شركات كندية على الاستكشاف والاستغلال وتوسيع النشاط خارج كندا، حيث الأسعار أدنى والحكومات أكثر إذعانًا لمطالب الشركات. تلعب الشركات الكندية أدوارًا متزايدة الأهمية في أمريكا اللاتينية وجنوب شرق آسيا وأفريقيا.

## كتابات أخرى
- "OECD Economic Surveys: Canada 2010"، Organización para la Cooperación y Desarrollo Económicos، Paris : OECD economic surveys، 2010، ISBN:978-92-64-08325-7، مؤرشف من الأصل في 2019-12-10
- Baldwin، John Russel (2003)، Innovation and knowledge creation in an open economy، Cambridge University Press، ISBN:0-521-81086-8، مؤرشف من الأصل في 2019-12-10
- Easterbrook، William Thoma؛ Aitken، Hugh G. J (1988). Canadian economic history. University of Toronto Press. ISBN:0-8020-6696-8. مؤرشف من الأصل في 2019-12-10.
- Hessing، Melody (2005)، Canadian natural resource and environmental policy، UBC Press، مؤرشف من الأصل في 2019-12-10 {{استشهاد}}: الوسيط غير المعروف |coauthor= تم تجاهله يقترح استخدام |author= (مساعدة)
- Kealey، Gregory S (1995)، Workers and Canadian history، McGill-Queen's University Press، ISBN:0-7735-1352-3، مؤرشف من الأصل في 2019-12-10
- Levi، Michael A (2009)، The Canadian oil sands : energy security vs. climate change، Council on Foreign Relations, Center for Geoeconomic Studies، ISBN:978-0-87609-429-7، مؤرشف من الأصل في 2019-12-10
- Lipsey، Richard G (2006)، Services industries and the knowledge-based economy، University of Calgary Press، ISBN:1-55238-149-8، مؤرشف من الأصل في 2019-12-10 {{استشهاد}}: الوسيط غير المعروف |coauthor= تم تجاهله يقترح استخدام |author= (مساعدة)
- Pomfret، Richard (1981 revised-2005)، The Economic Development of Canada، Routledge، ISBN:978-0-415-37976-2، مؤرشف من الأصل في 2019-12-10 {{استشهاد}}: تحقق من التاريخ في: |سنة= (مساعدة)
- Quarter، Jack (2009)، Understanding the Social Economy: A Canadian Perspective، University of Toronto Press، ISBN:978-0-8020-9695-1، مؤرشف من الأصل في 2019-12-10 {{استشهاد}}: الوسيط غير المعروف |coauthor= تم تجاهله يقترح استخدام |author= (مساعدة)
- Tavidze، Albert (2007)، Progress in Economics Research, Volume 12، Gardners Books، ISBN:978-1-60021-720-3، مؤرشف من الأصل في 2019-12-10

## وصلات خارجية
- Economic indicators - Statistics Canada
- List of Economic Surveys of Canada 1961-present - منظمة التعاون الاقتصادي والتنمية
- Canada Economy 2011 – CIA World Factbook
- Comprehensive current and historical economic data